# Tapuae-o-Uenuku
Tapuae-o-Uenuku, antiguamente monte Tapuaenuku, es el pico más alto del noreste de la isla Sur de Nueva Zelanda. El nombre se traduce del maorí como "huella del arco iris", aunque se suele considerar que lleva el nombre del jefe Tapuaenuku.
Con 2.885 metros, es la montaña más alta de Nueva Zelanda fuera de las cordilleras principales de los Alpes del Sur / Kā Tiritiri o te Moana, y más de 80 metros más alta que el monte Ruapehu, el pico más alto de la isla Norte.
Tapuae-o-Uenuku (a la derecha del centro) a 120 kilómetros de distancia, visto desde Baring Head. El pico de la izquierda es el Manakau.
Domina la cordillera Inland Kaikōura, elevándose por encima de los valles de los ríos Waiau Toa / Clarence y Awatere. Puede verse desde tan lejos como la costa de Kapiti, en la isla Norte, a casi 165 kilómetros, y es un punto destacado en el horizonte para los viajeros de los transbordadores entre islas que surcan el estrecho de Cook.
El primer europeo que avistó la montaña fue James Cook, que la llamó monte Odín, pero más tarde la apodó "El Vigilante", ya que su barco parecía ser visible desde ella en muchos puntos de la costa. Los primeros europeos que intentaron escalar la montaña fueron Edward John Eyre, teniente-gobernador de Nuevo Munster, y William John Warburton Hamilton, en 1849. Llegaron a poca distancia de la cima, pero se vieron obligados a dar la vuelta.

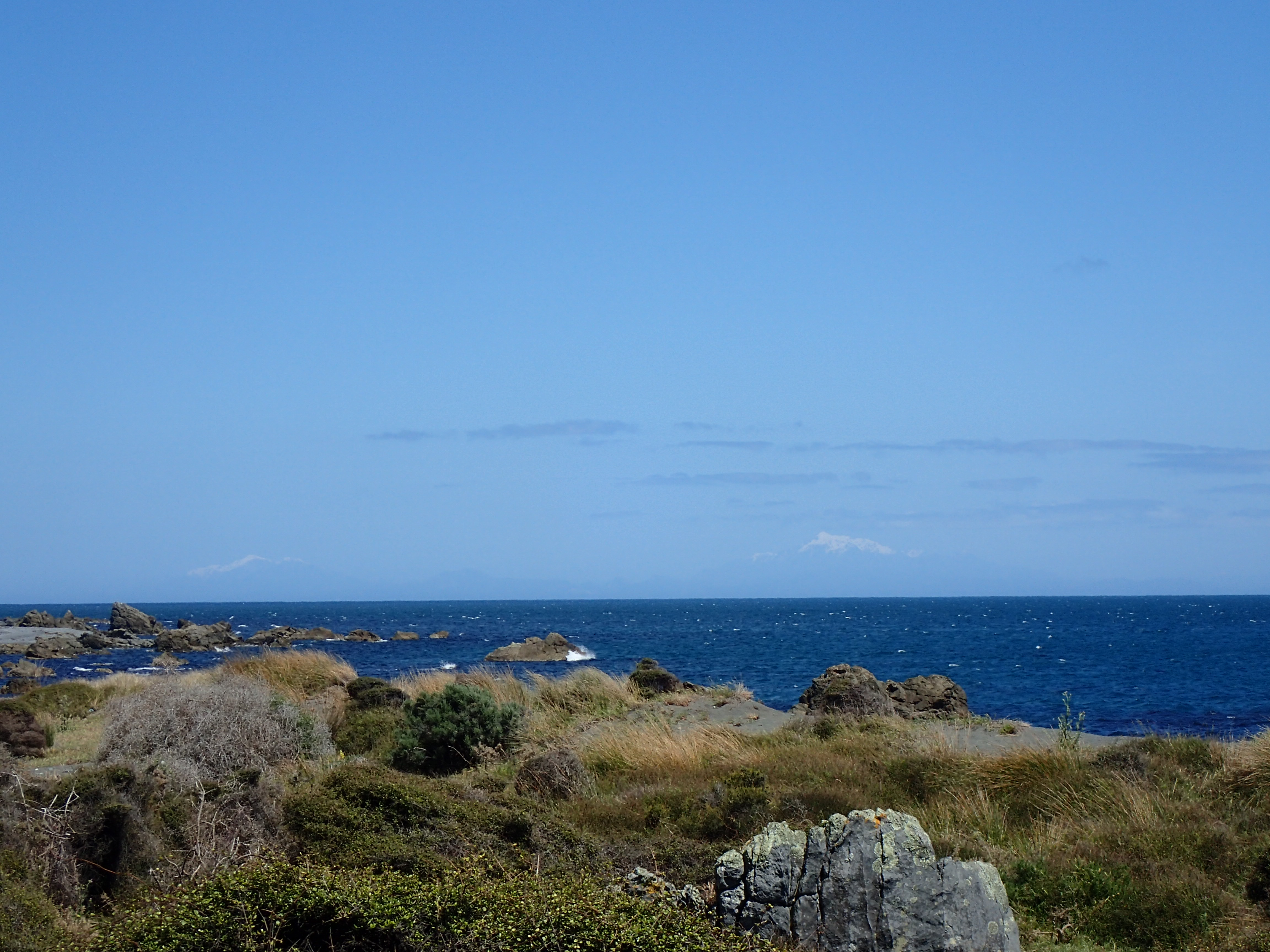
El Tapuae-o-Uenuku (a la derecha del centro) a 120 kilómetros de distancia, visto desde Baring Head. El pico de la izquierda es Manakau.

Tappy, como la llaman los lugareños, fue el trampolín para la carrera de alpinista del legendario Sir Edmund Hillary, que le llevó a ser la primera persona en alcanzar la cumbre del Everest.
"Por fin había escalado una montaña decente", dijo Sir Ed sobre su escalada en solitario de fin de semana en 1944, mientras se entrenaba con la Real Fuerza Aérea de Nueva Zelanda en Marlborough durante la Segunda Guerra Mundial.